# Thomson Rock
Thomson Rock är en kulle i Antarktis. Den ligger i Västantarktis. Argentina, Chile och Storbritannien gör anspråk på området. Toppen på Thomson Rock är 965 meter över havet.
Terrängen runt Thomson Rock är lite kuperad. Trakten är obefolkad. Det finns inga samhällen i närheten.